# Estadi de São Miguel (Gondomar)
L'Estadi de São Miguel és un estadi polivalent a Gondomar, Portugal. Actualment s'utilitza principalment per a partits de futbol i és l'estadi local del Gondomar SC. L'estadi té capacitat per a 2.450 persones.